# Aéroport régional d'Illawarra
L’aéroport régional d'Illawarra (code IATA : WOL • code OACI : YWOL) est situé à Wollongong en Australie.